# ارتا کیت
اِرتا مِی کیت (به انگلیسی: Eartha Mae Kitt) (۱۷ ژانویه ۱۹۲۷–۲۵ دسامبر ۲۰۰۸) خواننده، رقصنده ی به‌نامِ کاباره‌های منهتن و بازیگر سینما و تئاترهای برادوی آمریکایی بود. عمده شهرت او به‌خاطر خواندن یک ترانه سکسی دربارهٔ بابا نوئل در صحنه موسیقی پاپ بود. کیت در دهه پنجاه میلادی توسط اورسن ولز کشف شده بود. ولز او را شورانگیزترین زن دنیا خوانده بود. او از معدود هنرمندانی است که نامزد دریافت هر سه جایزه تونی، گرمی و امی بوده است.

## زندگی‌نامه
ارتا کیت در در سال ۱۹۲۷ در خانواده‌ای فقیر زاده شد. مادرش که کارگر مزارع پنبه در کارولینای جنوبی بود، هنگام تولد ارتا، ۱۴ سال بیشتر نداشت. خانواده‌اش او را در سن ۸ سالگی نزد یکی از اقوام‌شان در نیویورک فرستادند. او از ۱۶ سالگی در یک گروه رقص به کار مشغول شد و پس از مدتی به‌همراه گروه به اروپا رفت. او پس از خوانندگی در یکی از کاباره‌های پاریس، در دهه پنجاه میلادی، در چند فیلم به بازی پرداخت.

## بازیگری

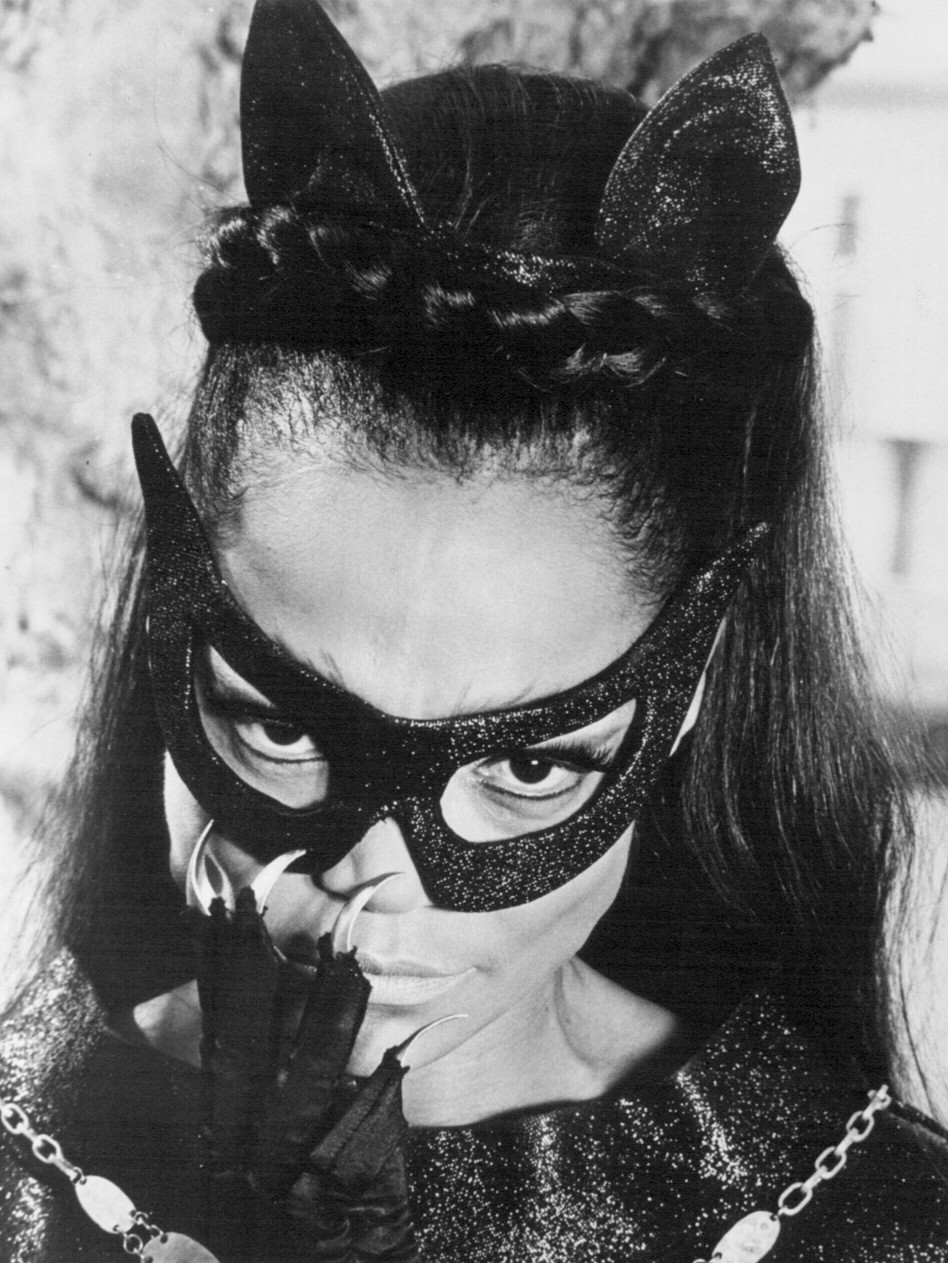
در نقش کت وومن در سریال بتمن

در زمینه بازیگری، او بیشتر به دلیل بازی در نقش کت وومن در بتمن (مجموعه تلویزیونی) شناخته می‌شود.
او همچنین صداپیشه شخصیت ایزما در کارتون زندگی جدید امپراتور بوده است.او در فیلم هریت جاسوس بازی کرده است.

## «حادثهٔ کاخ سفید» و ثبت نام در فهرست سیاه
در ژانویهٔ ۱۹۶۸ در زمان ریاست جمهوری لیندون بی. جانسون، کیت در میهمانی نهاری در کاخ سفید شرکت کرد و سخنانی که در حمایت از جنبش ضد جنگ به زبان آورد باعث شد نام او در فهرست سیاه قرار بگیرد.
در میانهٔ میهمانی، بانوی اول آمریکا لیدی برد جانسون از کیت دربارهٔ جنگ ویتنام پرسید و کیت در پاسخ گفت «شما بهترین‌های کشور را به جنگ می‌فرستید تا تیر بخورند و معلول شوند. تعجبی ندارد که بچه‌ها شورش می‌کنند و به ماری‌جوآنا روی می‌آورند.»
حملهٔ کیت باعث شد لیدی برد جانسون به گریه بیفتد. پس از این اتفاق کیت متوجه شد که نمی‌تواند در آمریکا کاری پیدا کند و تمرکزش را بر اجرا در اروپا و آسیا گذاشت. در ۱۹۷۵ روزنامه‌نگار آمریکایی سیمور هرش پرونده‌ای از آژانس اطلاعات مرکزی (سیا) کشف کرد که در آن بر ورود نام کیت به فهرست سیاه توسط دولت تأکید داشت. به نوشته نیویورک تایمز این پرونده حاوی اطلاعات غلط و ادعاهای افترا آمیز است و کیت را یک «بیش‌فعال جنسی سادیسمی» می‌نامد.